# 1997年度叱咤樂壇流行榜頒獎典禮得獎名單
1997年度叱咤樂壇流行榜頒獎典禮得獎名單列出1997年度叱咤樂壇流行榜頒獎典禮頒獎的獎項及得獎者，這是香港商業電台舉辦的流行音樂頒獎禮，該年度的主題為「叱咤十週年 音樂飛馳中 十年一瞬間」，由MANHATTAN id信用卡贊助，於1998年1月1日下午四時在香港大球場舉行，歌手古巨基於頒獎禮中首次獲得「叱咤樂壇男歌手銀獎」，打破四大天王壟斷男歌手三甲的局面，傳媒指大部份熱門歌手皆成功獲獎，只有劉德華和鄭伊健未能獲得任何獎項。

## 舉辦形式
為慶祝叱咤樂壇流行榜成立十周年，當天的活動分為三部份，下午頒獎典禮結束後晚上在香港會議展覽中心舉行「叱咤樂壇10周年文藝晚會」，向十年來該流行榜播放次數最多的歌手及音樂人致敬，並即場頒獎給十年來上榜時間最長的歌曲《每天愛你多一些》，晚會結束後亦舉行「叱咤樂壇10周年慈善大派對」，即場捐出最有價值的相關物品拍賣，收益撥捐香港公益金作慈善用途。

## 得獎名單
以下是1997年度叱咤樂壇流行榜頒獎典禮的得獎名單：

### 叱咤樂壇至尊歌曲大獎
- 愛的呼喚 - 郭富城

### 叱咤樂壇我最喜愛的歌曲大獎
- 只要為我愛一天 - 黎明

### 叱咤樂壇我最喜愛的男歌手
- 黎明
  - 演繹歌曲：只要為我愛一天

### 叱咤樂壇我最喜愛的女歌手
- 王菲
  - 演繹歌曲：你快樂(所以我快樂)

### 叱咤樂壇我最喜愛的組合
- Beyond
  - 演繹歌曲：霧

### 叱咤樂壇大碟IFPI大獎
- 《不老的傳說》- 張學友
  - 上榜歌曲：原來只要共你活一天、不老的傳說、愛是永恆、怎麼捨得你

### 叱咤樂壇男歌手
- 金獎：黎明
  - 上榜歌曲：開放、過來人、世界之最、傳情達意、天馬行空、DNA出錯、半生緣、你令愛了不起、感應、只要為我愛一天、100樣可能 
  - 演繹歌曲：你令愛了不起
- 銀獎：古巨基
  - 上榜歌曲：好人、友共情、Can We Try、最後勝利、完美的一天、我對門匙說、歡樂今宵、忘了時間的鐘
- 銅獎：張學友
  - 上榜歌曲：不老的傳說、抱雪、原來只要共你活一天、花與琴的流星、紐約的司機做著北京的夢 、一些感覺、愛是永恆、怎麼捨得你、想和你去吹吹風、三天兩夜

### 叱咤樂壇女歌手
- 金獎：王菲
  - 上榜歌曲：敷衍、守護天使、天馬行空、悶、人間、約定、你快樂(所以我快樂)、我也不想這樣
  - 演繹歌曲：我也不想這樣
- 銀獎：鄭秀文
  - 上榜歌曲：默契、談情說愛、癡癡為你等、非男非女、最後一次、一夜成名、星「秀」傳說、我們的主題曲、親密關係
- 銅獎：陳慧琳
  - 上榜歌曲：傾倒、你會衝動、今夜很寧靜、迷離夜雨、我要看齣戲、紀念日、星夢情真

### 叱咤樂壇組合
- 金獎：Beyond
  - 上榜歌曲：請將手放開、大時代、預備、誰命我名字、回家、霧
  - 演繹歌曲：回家
- 銀獎：草蜢
  - 上榜歌曲：二人迷失世界、等等、失樂園、二人世界
- 銅獎：Dry
  - 上榜歌曲：你甚麼都有、誰來開口、紀念日、有我必須有你

### 叱咤樂壇作曲家CASH大獎
- 雷頌德

### 叱咤樂壇填詞人CASH大獎
- 林夕

### 叱咤樂壇監製大獎
- 雷頌德

### 叱咤樂壇唱作人大獎
- 林海峰
  - 上榜歌曲：最菲精選、彭小姐、喂喂喂、甜甜蜜、的士夠格

### 叱咤樂壇生力軍男歌手
- 金獎：林海峰
  - 上榜歌曲：最菲精選、彭小姐、喂喂喂、甜甜蜜、的士夠格
  - 演繹歌曲：喂喂喂
- 銀獎：謝霆鋒
  - 上榜歌曲：萬誘引力、為妳好、一窩瘋、回憶是後鏡裡的公路、壞習慣、無聲仿有聲
- 銅獎：陳小春
  - 上榜歌曲：分開一朝也天冧、大件事、找個空間唱歌、我愛你

### 叱咤樂壇生力軍女歌手
- 金獎：張惠妹
  - 上榜歌曲：姊妹、原來你什麼都不要、哭不出來、Bad Boy、一想到你呀
  - 演繹歌曲：原來你什麼都不要
- 銀獎：
  - 上榜歌曲：紅色啟示、虛空
- 銅獎：譚小環
  - 上榜歌曲：被愛、換季、我要自主、人的心、起身

### 叱咤樂壇生力軍組合
- 金獎：余力機構
- 銀獎：T&T

### 雷霆樂壇班霸
- 寶麗金唱片有限公司

### 四台聯頒音樂大獎 - 歌曲獎
- 星夢情真 - 陳慧琳

## 叱咤樂壇十周年大獎
- 叱咤殿堂十大歌手／組合：
  - Beyond
  - 王菲
  - 林憶蓮
  - 草蜢
  - 張學友
  - 郭富城
  - 彭羚
  - 葉蒨文
  - 劉德華
  - 黎明

- 叱咤殿堂十大作曲人
  - C. Y. Kong
  - 李宗盛
  - 林慕德
  - 倫永亮
  - 陳光榮
  - 黃尚偉
  - 黃家駒（Beyond）（追頒）
  - 雷頌德
  - 羅大佑
  - 譚國政

- 叱咤殿堂十大作詞人 	
  - 小美
  - 向雪懷
  - 周禮茂
  - 林夕
  - 林振強
  - 陳少琪
  - 黃偉文
  - 劉卓輝
  - 潘偉源
  - 潘源良

- 叱咤殿堂至尊曲 	
  - 愛的呼喚 - 譚國政

- 叱咤殿堂至尊詞 	
  - 活得比你好 - 黃偉文

- 叱咤殿堂至尊歌 	
  - 每天愛你多一些 - 張學友

- 叱咤殿堂歌曲全球網上行大獎 	
  - 每天愛你多一些 - 張學友